# سرای سفید
سرای سفید مربوط به دوره قاجار است و در اصفهان، میدان عتیق، خیابان عبدالرزاق، انتهای کوچه هارونیه واقع شده و این اثر در تاریخ ۱۱ مرداد ۱۳۸۴ با شمارهٔ ثبت ۱۲۳۱۰ به‌عنوان یکی از آثار ملی ایران به ثبت رسیده است.